# Talpa streeti
La talpa persiana  (Talpa streeti Lay, 1975) è un mammifero della famiglia dei Talpidi, endemico del Kurdistan.

## Descrizione
La lunghezza del corpo è stimata tra 95 e 180 mm, quella della coda tra 15 e 34 mm. Le zampe anteriori sono muscolose e dotate di forti artigli adattati allo scavo, mentre quelle posteriori sono così piccole da essere scarsamente visibili. Il muso è lungo e appuntito, gli occhi sono piccoli e nascosti nella pelliccia, le orecchie esterne sono assenti.

## Distribuzione e habitat
La specie è nota per un solo individuo, che è stato osservato a Hezer Darrak nel Kurdistan iraniano.

## Biologia
Si pensa che, come le altre talpe, conduca una vita per lo più sotterranea, nella rete di gallerie che scava e che si nutra di vermi e larve di insetti. Può correre all'indietro quasi altrettanto bene che in avanti,

## Status e conservazione
La Zoological Society of London, in base a criteri di unicità evolutiva e di esiguità della popolazione, considera Talpa streeti una delle 100 specie di mammiferi a maggiore rischio di estinzione.